# Luissel
Luissel is een buurtschap in de gemeente Boxtel in de Nederlandse provincie Noord-Brabant. Het ligt vier kilometer ten westen van de plaats Boxtel. In Luissel wordt in een kapel Sint Willibrord vereerd als 'Apostel van Brabant', 'Grondlegger van de vrije boerenstand' en 'Beschermer van de zieke kinderen'. Dit gebeurt sinds 1940 op tweede pinksterdag en op Willibrorduszondag (eerste zondag na 7 november).
Dorpen: Boxtel · Esch · Lennisheuvel · Liempde

Buurtschappen en gehuchten: Den Berg · Hal · Heult · Hezelaar · Kasteren · Kinderbos · Kleinder-Liempde · Langenberg · Luissel · Nergena · Roond · Schorvert · Selissen · Tongeren · De Vorst · Vrilkhoven

Noord-Brabant: Steden en dorpen      Nederland: Provincies · Gemeenten